# أحمد بن مزاحم بن خاقان
أحمد بن مزاحم بن خاقان، هو والي مصر العباسي سنة 254هـ/ 868م.

## ولايته على مصر
لما مرض والده مزاحم بن خاقان، استخلف ابنه أحمد بن مزاحم بن خاقان، وتُوفي مُزاحِم ليلة الاثنين 5 محرم سنة 254 هـ. فوليها أحمد عَلَى صلاتها فجعل عَلَى شُرَطه أزجور التركي فولِيَها أحمد إلى أن تُوفّي بها في 9 ربيع الآخر سنة 254 هـ، ولِيَها شهرين ويومًا، واستخلف عليها أزجور التركي.